# 溫哥華社區列表
加拿大卑詩省溫哥華由許多較小的社區組成，各社區擁有自己獨特的文化及歷史。儘管對於這些區域的名稱及邊界存在一些分歧，但溫哥華市在市政上將該城市劃分為22個社區。

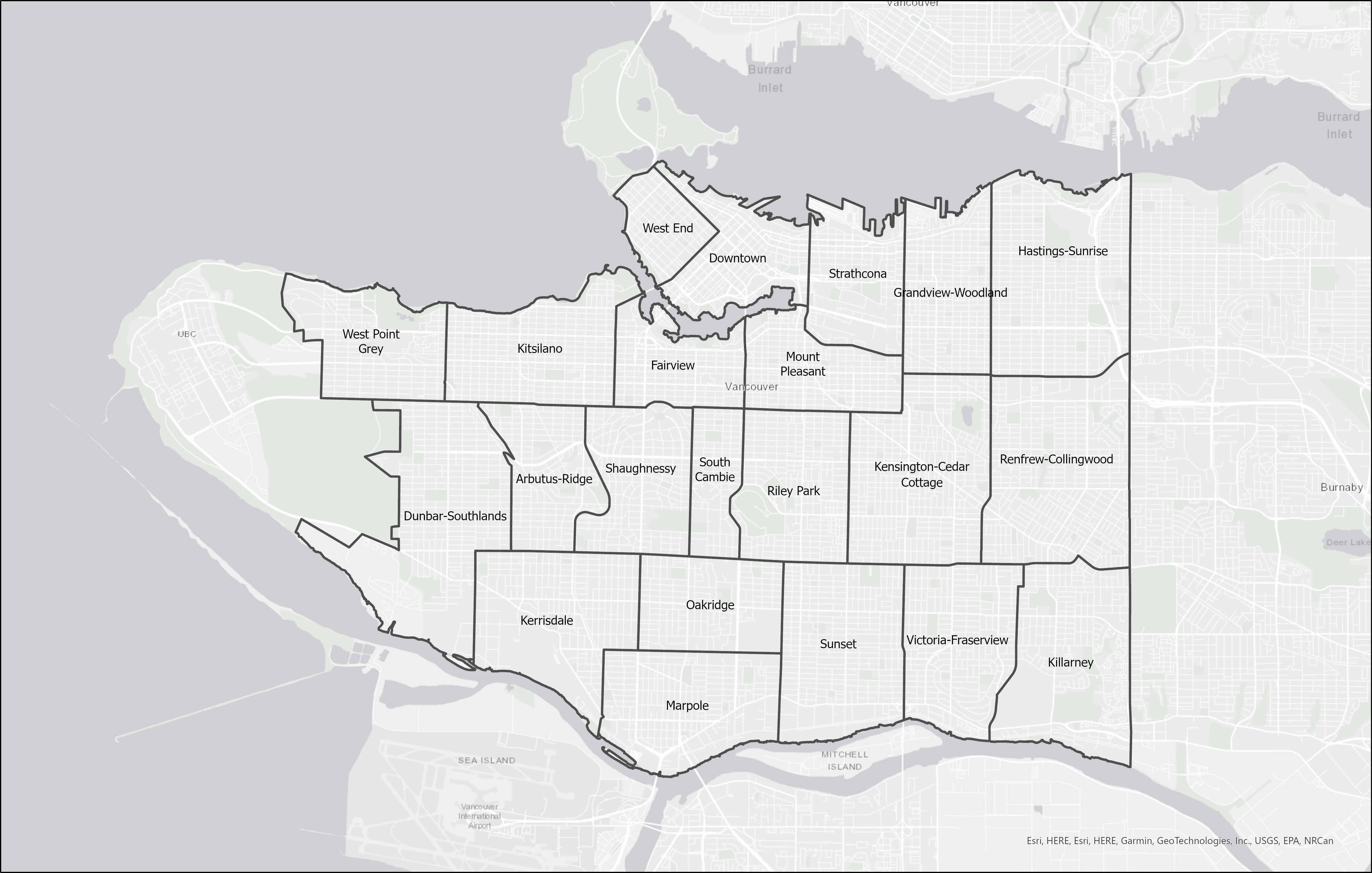
溫哥華社區地圖

## 市政社區
溫哥華市利用社區邊界來劃分城市的地理區域以提供服務及資源。22個市政社區如下：
- 阿標特斯嶺[2]（Arbutus Ridge）
- 市中心（Downtown）
- 登巴-南區[3]（Dunbar-Southlands）
- 錦繡區（Fairview）
- 加蘭圍-活蘭[4]（Grandview-Woodland）
- 喜士定-日升區[3][5]（Hastings-Sunrise）
- 堅盛頓-施達村[6][7]（Kensington-Cedar Cottage）
- 基利士杜[7]（Kerrisdale）
- 基拉尼[5]（Killarney）
- 基斯蘭奴[8]（Kitsilano）
- 馬寶[9]（Marpole）
- 快樂山[10]（Mount Pleasant）
- 渥列治[11]（Oakridge）
- 聯福-高靈活[12]（Renfrew-Collingwood）
- 萊利公園[3]（Riley Park）
- 桑拿斯[13]（Shaughnessy）
- 南甘比[14]（South Cambie）
- 士達孔拿[3]（Strathcona）
- 日落區[15]（Sunset）
- 域多利-菲沙圍[16][17][3]（Victoria-Fraserview）
- 西端區[18]（West End）
- 西灰角區[19]（West Point Grey）

## 非市政社區
該市還有一些獨特的區域，但沒有市政上的社區地位。這些非市政社區通常具有獨特的文化及特徵，這使其與周邊區域區分開來。
- 耶魯鎮[20]（Yaletown）
- 高豪港[21]（Coal Harbour）
- 煤氣鎮[22]（Gastown）
- 華埠（Chinatown）
- 市中心東端[23]（Downtown Eastside）
- 跨城區（Crosstown）
- 福溪[24]（False Creek）

## 外部連結
- Vancouver - Areas of the city （页面存档备份，存于）
- Vancouver - Neighborhood profiles （页面存档备份，存于）
- City of Vancouver Census Profile - Statistics Canada City of Vancouver Census Profile. （页面存档备份，存于） Source: Statistics Canada （页面存档备份，存于）